# Miguel Cabrejos Vidarte
Héctor Miguel Cabrejos Vidarte OFM, né dans la province de Chota le 5 juillet 1948, est un franciscain péruvien, archevêque de Trujillo de 1999 à 2025.

## Biographie
Miguel Cabrejos naît dans le district de Llama (Chota) le 5 juillet 1948 ; il effectue ses études secondaires à l'école Ricardo Bentin du district du Rímac à Lima. Ensuite, suivant sa vocation religieuse, il entre au séminaire mineur des Pères franciscains, affilié à la province franciscaine des Douze-Apôtres du Pérou.
Mgr Cabrejos est élu premier vice-président de la Conférence épiscopale péruvienne en janvier 2000 et réélu à cette charge en janvier 2003. Depuis le 5 juillet 2004, il est membre de la Commission pontificale pour l'Amérique latine. Au cours de la 87e assemblée ordinaire, les évêques du Pérou l'élisent président de la Conférence épiscopale péruvienne, charge qu'il assume de janvier 2006 à décembre 2008, puis il est réélu pour trois ans supplémentaires (2009-2011). En 2011, il prend publiquement parti pour la candidature à la présidence de la République du socialiste Ollanta Humala, malgré ses prises de positions en faveur d'une politique familiale hostile à la tradition de l'Église. En mars 2018, il est encore élu à ce poste.

## Épiscopat

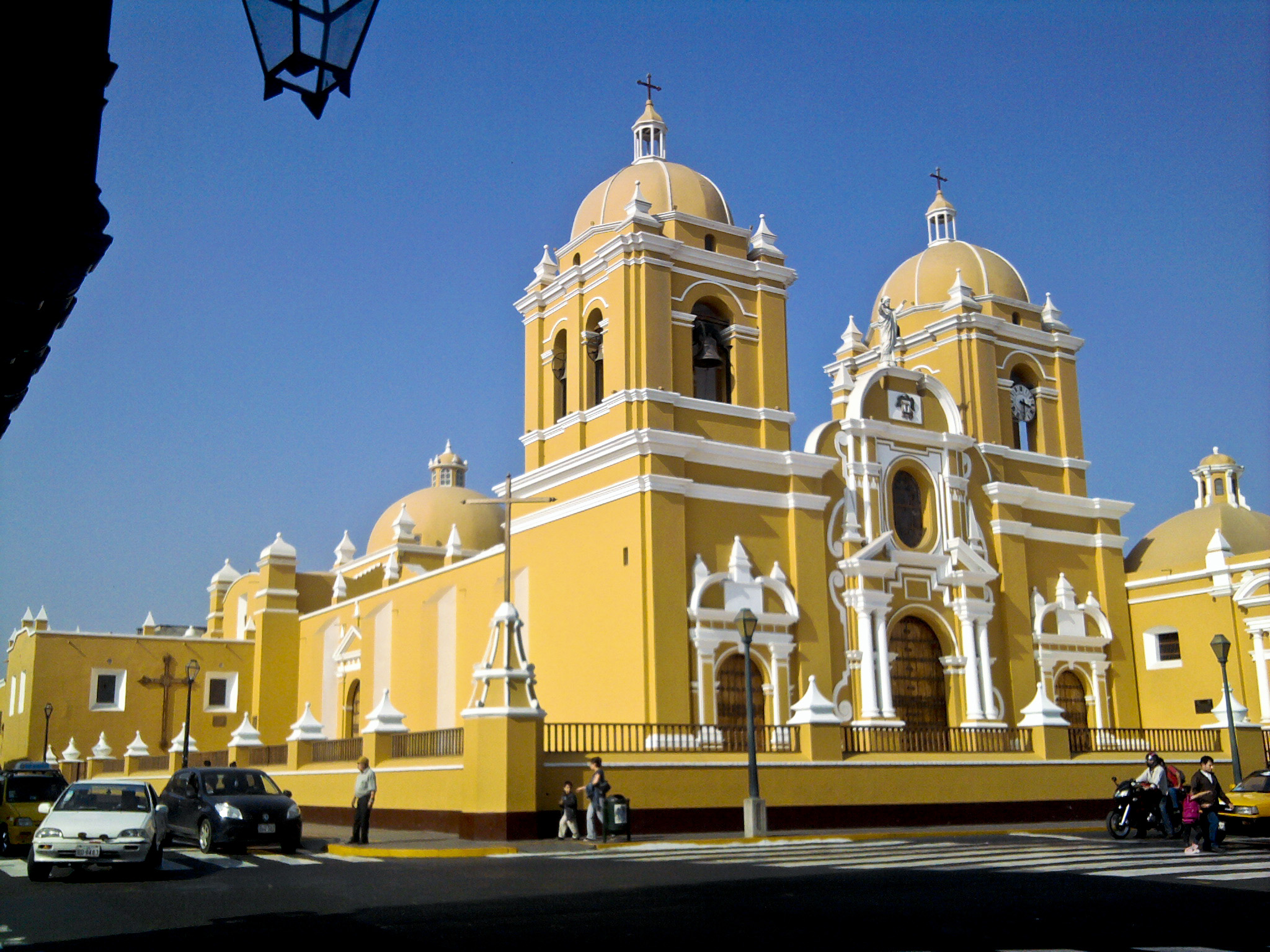
Cathédrale de Trujillo

Miguel Cabrejos est nommé évêque le 20 juin 1998 par le pape Jean-Paul II, en tant qu'évêque in partibus de Belesasa (de) et évêque auxiliaire de Lima, recevant la consécration épiscopale le 7 août de la même année des mains du cardinal Landázuri O.F.M. Il est recteur de l'Institut supérieur d'études technologiques Juan XXIII (Jean XXIII en français ISET) qui se trouve à Lima. Le 6 février 1996, il est nommé évêque des forces armées péruviennes. Le 29 juillet 1999, il est nommé archevêque de Trujillo, siège dont il prend possession le 11 septembre 1999.
Le 11 février 2025, le pape François accepte sa démission pour raison d'âge.

## Hommages
Mgr Cabrejos reçoit en janvier 2013 la médaille d'or de Saint Thuribe de Mogrovejo, distinction conférée par la Conférence épiscopale péruvienne (CEP) en reconnaissance de son travail pastoral et de ses noces d'argent épiscopales. En août de la même année, il reçoit la médaille de la Cité qui lui est donnée par le Conseil municipal de Trujillo, en reconnaissance de sa trajectoire exemplaire et de sa mission évangélisatrice.